# Біжаґош
Біжаґóш (порт. Bijagós Archipelago, англ. Bissagos Islands) — архіпелаг з 18 великих та численних дрібних островів в Атлантичному океані, біля узбережжя західноафриканської держави Гвінея-Бісау. Площа островів складає 2624 км².

## Географія
Територія архіпелагу і навколишні водні ресурси охороняються як державою (національний парк Оранг і морський національний парк), так і міжнародними програмами. З 1996 року архіпелаг входить у всесвітню мережу біосферних резерватів ЮНЕСКО.

### Острови
- Формоза (порт. Formosa) — 140,3 км²
- Каравела (порт. Caravela) — 125,7 км²
- Оранг (порт. Orango) — 122,7 км²
- Роха (порт. Roxa) — 111 км²
- Орангозіньо (порт. Orangozinho) — 107 км²
- Уно (порт. Uno) — 104 км²
- Карачі (порт. Carache) — 80,4 км
- Бубак (порт. Bubaque) — 75 км²
- Болама (порт. Bolama) — 65 км²
- Галіньяс (порт. Galinhas) — 50 км²

## Історія

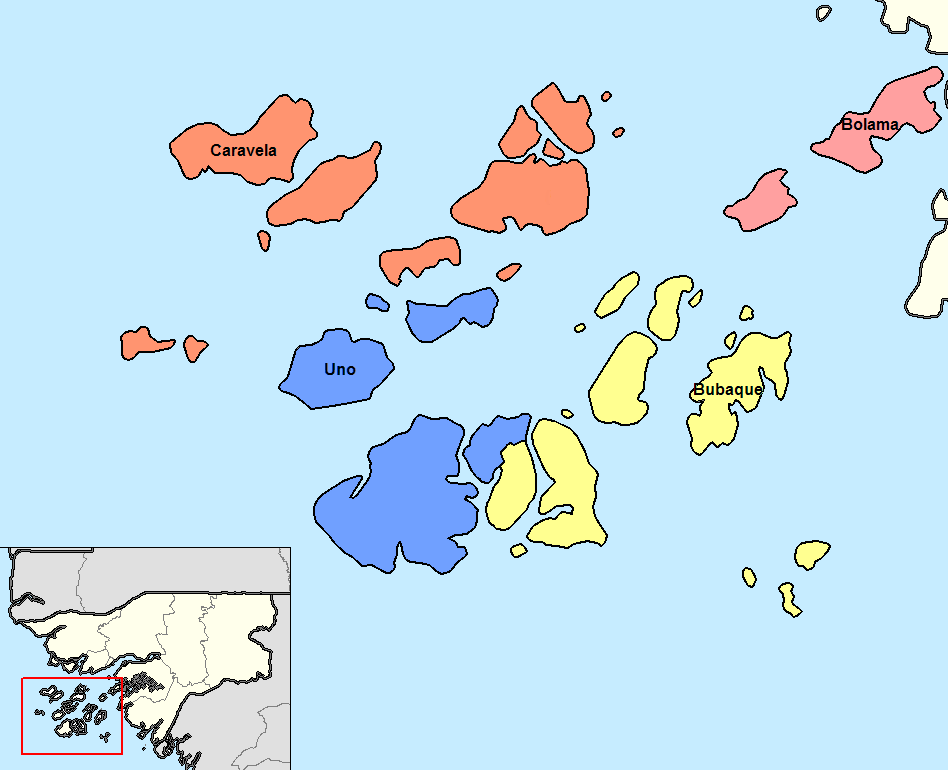
Карта островів

Європейці відкрили архіпелаг в 1456 році під час експедиції, спорядженої португальським принцем Енріке Мореплавцем на чолі з венеційцем Альвізе Кадамосте та генуезцем Антоніотто Усодімаре.
Острови Біжаґош здавна були одним з центрів прибережної торгівлі Західної Африки, і тому володіли великим флотом, що допомогло їм відбити португальський напад у 1535 році. Лише в 1936 році острови були повністю підкорені португальцями і включені до складу колонії «Португальська Гвінея». В даний час вони входять до складу республіки Гвінея-Бісау.
2009 року на архіпелазі проживало 34 563 особи, що розмовляють мовою біджа. Близько двох десятків островів є безлюдними.

## Болама (округ)
Регіон розділено на 4 сектори:
- Болама
- Бабакуе
- Каравела
- Уно